# Canal de Forth et Clyde
Le canal de Forth et Clyde (Forth and Clyde Canal en anglais) est une voie d'eau d'Écosse qui relie le Firth of Forth au Firth of Clyde à travers les Lowlands. 

## Description
Ce canal, construit entre 1768 et 1790, s'étend sur 56 km et comporte 39 écluses.